# Wereldkampioenschappen schaatsen afstanden 2011 - 1000 meter vrouwen
De 1000 meter vrouwen op de wereldkampioenschappen schaatsen afstanden 2011 werd gehouden op zaterdag 12 maart 2011 in de Max Aicher Arena in Inzell, Duitsland. Titelverdedigster Christine Nesbitt wist haar titel te verdedigen.

## Statistieken

### Uitslag
| #      | Naam                   | Land | Tijd       |
| ------ | ---------------------- | ---- | ---------- |
| Goud   | Christine Nesbitt      | CAN  | 1.14,84 BR |
| Zilver | Ireen Wüst             | NED  | 1.15,42    |
| Brons  | Heather Richardson     | USA  | 1.15,45    |
| 4      | Marrit Leenstra        | NED  | 1.16,38    |
| 5      | Jekaterina Sjichova    | RUS  | 1.16,56    |
| 6      | Margot Boer            | NED  | 1.16,90    |
| 7      | Zhang Hong             | CHN  | 1.17,09    |
| 8      | Jekaterina Ajdova      | KAZ  | 1.17,19    |
| 9      | Jekaterina Lobysjeva   | RUS  | 1.17,25    |
| 10     | Brittany Schussler     | CAN  | 1.17,29    |
| 11     | Hege Bøkko             | NOR  | 1.17,31(0) |
| 11     | Ida Njåtun             | NOR  | 1.17,31(7) |
| 13     | Monique Angermüller    | GER  | 1.17,33    |
| 14     | Judith Hesse           | GER  | 1.17,35    |
| 15     | Shannon Rempel         | CAN  | 1.17,44    |
| 16     | Nao Kodaira            | JPN  | 1.17,61    |
| 17     | Karolína Erbanová      | CZE  | 1.17,79    |
| 18     | Miho Takagi            | JPN  | 1.17,86    |
| 19     | Maki Tsuji             | JPN  | 1.17,89    |
| 20     | Gabriele Hirschbichler | GER  | 1.18,01    |
| 21     | Chiara Simionato       | ITA  | 1.18,12    |
| 22     | Jevgenia Dmitrijeva    | RUS  | 1.18,23    |
| 23     | Rebekah Bradford       | USA  | 1.18,74    |
| 24     | Natalia Czerwonka      | POL  | 1.18,78    |

### Loting
| Rit | Binnenbaan             | Buitenbaan           |
| --- | ---------------------- | -------------------- |
| 1   | Karolína Erbanová      | Jevgenia Dmitrijeva  |
| 2   | Natalia Czerwonka      | Rebekah Bradford     |
| 3   | Jekaterina Sjichova    | Hege Bøkko           |
| 4   | Zhang Hong             | Jekaterina Lobysjeva |
| 5   | Chiara Simionato       | Ida Njåtun           |
| 6   | Jekaterina Ajdova      | Miho Takagi          |
| 7   | Gabriele Hirschbichler | Maki Tsuji           |
| 8   | Brittany Schussler     | Monique Angermüller  |
| 9   | Marrit Leenstra        | Judith Hesse         |
| 10  | Shannon Rempel         | Ireen Wüst           |
| 11  | Margot Boer            | Nao Kodaira          |
| 12  | Christine Nesbitt      | Heather Richardson   |

1996 · 
1997 · 
1998 · 
1999 · 
2000 · 
2001 · 
2003 · 
2004 · 
2005 · 
2007 · 
2008 · 
2009 · 
2011 · 
2012 · 
2013 · 
2015 · 
2016 · 
2017 · 
2019 · 
2020 · 
2021 · 
2023 · 
2024 · 
2025